# S-Bahn Oberösterreich
Die S-Bahn Oberösterreich ist ein am 11. Dezember 2016 eingeführtes S-Bahn-System im Großraum Linz in Oberösterreich. Im ersten Schritt erfolgte zunächst eine Vereinheitlichung des Taktfahrplans mit exakt gleichen Abfahrtsminuten und Schließung von Taktlücken sowie die Einführung einheitlicher Linienbezeichnungen.

## Betrieb
| Linie                 | Verlauf                                                                      | Strecken                                                                | Betriebsführung | Fahrzeuge            | Länge     |
| --------------------- | ---------------------------------------------------------------------------- | ----------------------------------------------------------------------- | --------------- | -------------------- | --------- |
| S-Bahn Oberösterreich | Linz Hbf – Enns – St. Valentin – Steyr – Garsten                             | Westbahn und Rudolfsbahn                                                | ÖBB             | Reihen 4024 und 4744 | ca. 47 km |
| S-Bahn Oberösterreich | Linz Hbf – Wels Hbf (meist weiter als Regionalzug nach Salzburg/Freilassing) | Westbahn                                                                | ÖBB             | Reihen 4024 und 4744 | ca. 24 km |
| S-Bahn Oberösterreich | Linz Hbf – Pregarten                                                         | Summerauer Bahn (Linz–Gaisbach-Wartberg, St. Valentin–České Budějovice) | ÖBB             | Reihen 4024 und 4744 | ca. 32 km |
| S-Bahn Oberösterreich | Linz Hbf – Traun – Kremsmünster – Kirchdorf an der Krems                     | Pyhrnbahn                                                               | ÖBB             | Reihen 4024 und 4744 | ca. 51 km |
| S-Bahn Oberösterreich | Linz Hbf – Eferding                                                          | Linzer Lokalbahn                                                        | Stern & Hafferl | Stadler GTW          | ca. 24 km |

Die S-Bahn-Linien verkehren gegenwärtig täglich von 5:30 Uhr bis 23:30 Uhr im Stundentakt, wobei zu den Hauptverkehrszeiten der Takt verdichtet wird. Es ist vorgesehen, die Intervalle auf einen halbstündigen Takt zu verdichten. Auf einigen Strecken kann dies jedoch erst nach Ausbau der Infrastruktur erfolgen, insbesondere auf den Strecken Linz – Wels und Linz Hbf – Kleinmünchen. Die Schaffung des S-Bahn-Systems erfolgte auf Grundlage bestehender Regionalzuglinien. In den ersten 100 Tagen nach Einführung des S-Bahn-Systems stiegen die Fahrgastzahlen um fünf Prozent.

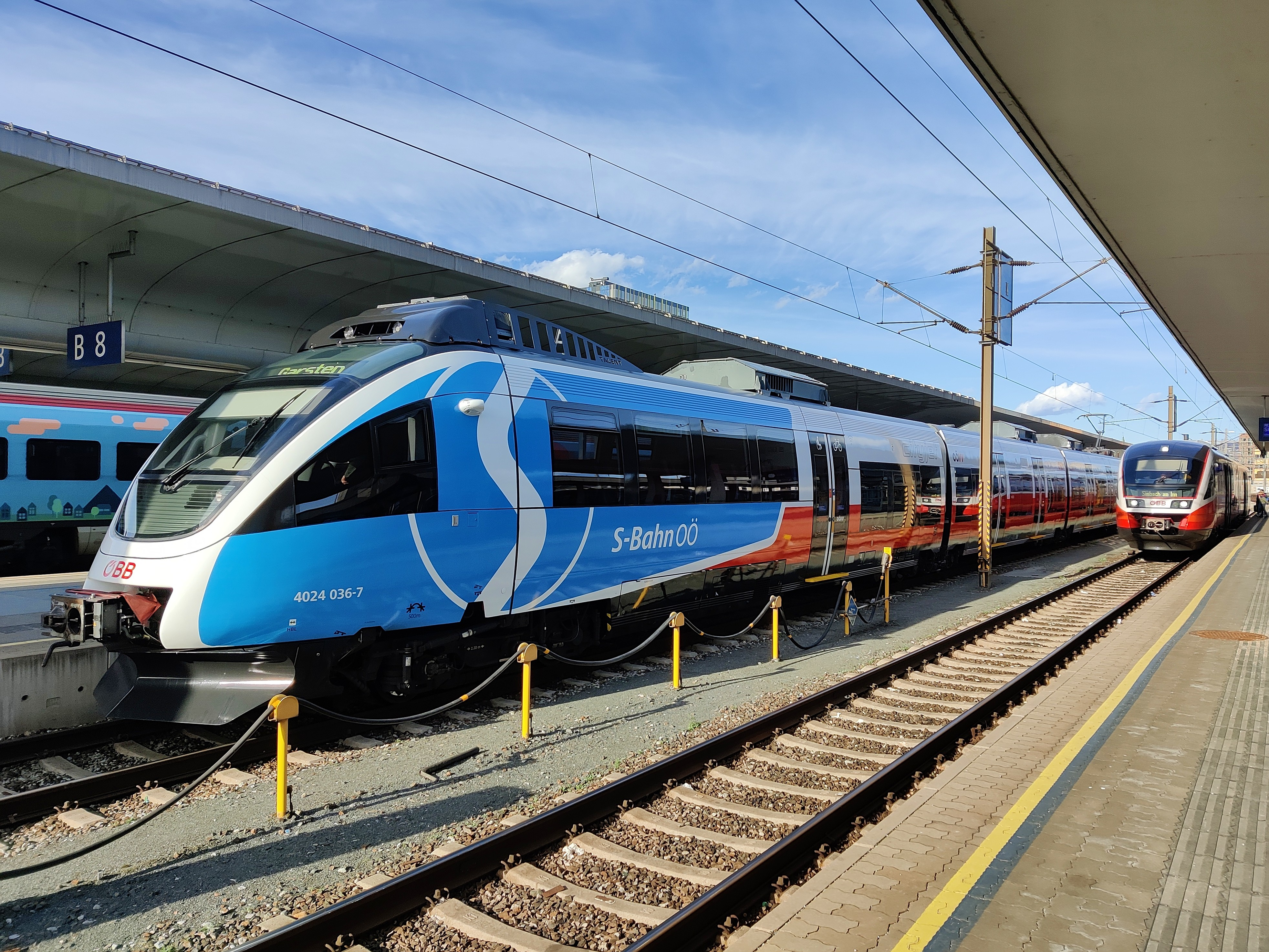
Ein ÖBB-Triebzug der Reihe 4024 im Design der S-Bahn Oberösterreich

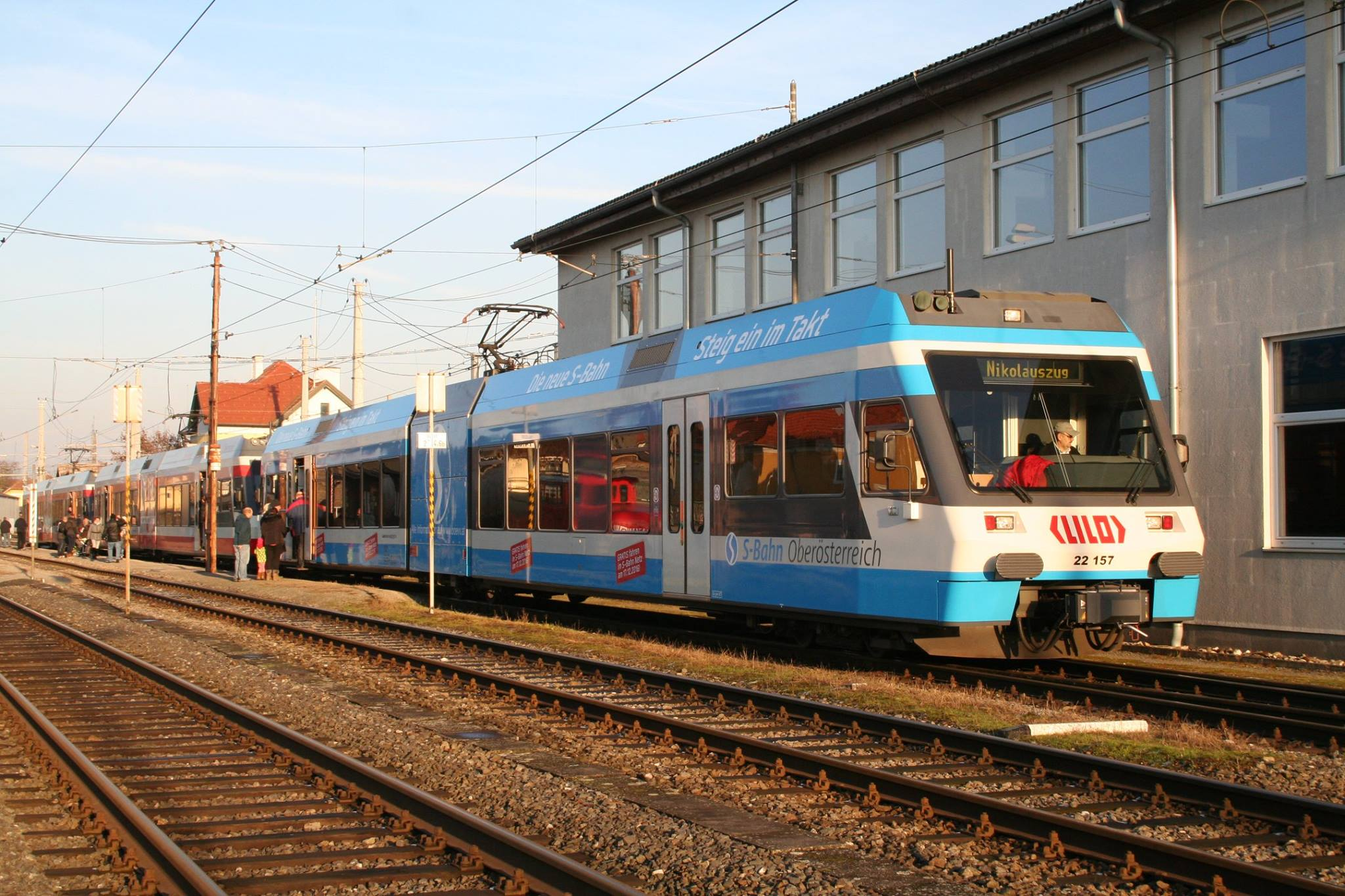
Ein Stadler GTW-Triebzug der Stern & Hafferl Verkehrsgesellschaft im Design der S-Bahn Oberösterreich

## Ausbauvorhaben

### Verlängerung S4 nach Micheldorf
Die S4 Linz–Kirchdorf wird im Dezember 2025 vom derzeitigen Endpunkt in Kirchdorf an der Krems zum nächstgelegenen Bahnhof in der Nachbargemeinde Micheldorf verlängert werden. Dafür wird der Bahnhof Micheldorf in den Jahren 2024 und 2025 komplett umgebaut, sodass sowohl ein Mittelbahnsteig als auch ein Randbahnsteig nach dem Umbau zur Verfügung stehen.

### Neue Haltestellen
Im Zuge des 4-gleisigen Lückenschlusses der Westbahn im Abschnitt Linz Hbf–Linz Kleinmünchen ist geplant, eine Haltestelle Linz Franckviertel für Züge der S1 und der S3 zu errichten.
Im Ortsteil Kremsdorf nahe dem Haid Center ist in den Jahren 2030er-Jahren die Errichtung einer neuen Haltestelle geplant, bis zu der die Straßenbahnlinie 4 vom derzeitigen Endpunkt beim Schloss Traun verlängert werden soll.

### Regionalstadtbahn Linz
Es ist vorgesehen, dass über die geplante Regionalstadtbahn Linz drei neue Linien der S-Bahn Oberösterreich geführt werden:
- : Linz Hbf – Kleinzell (ab Bhf Linz Urfahr über Mühlkreisbahn)
- : Linz Hbf – Gallneukirchen
- : Linz Hbf – Pregarten

Diese Linien sollten dazu vom Hauptbahnhof aus über eine neue zu errichtende Strecke im Osten der Stadt Linz und über die neue Linzer Eisenbahnbrücke zu einem neu zu errichtenden Nahverkehrsknoten Urfahr Ost geführt werden. Die S6 soll von diesem zum Mühlkreisbahnhof und dann weiter über die Mühlkreisbahn (Strecke Linz–Aigen-Schlägl) nach Kleinzell geführt werden. Die S7 soll vom Nahverkehrsknoten Urfahr Ost über die Universität Linz nach Gallneukirchen geführt werden, die S71 soll an Gallneukirchen vorbei über Engerwitzdorf nach Pregarten geführt werden.

### Verlängerung S5 nach Aschach an der Donau
Nach Übernahme der Aschacher Bahn (Strecke Haiding–Aschach) durch die dem Land Oberösterreich gehörende Schiene OÖ, ist die Verlängerung der S5 von Eferding nach Aschach an der Donau geplant.